# Torsklav
Torsklav (Peltigera aphthosa) är en lavart som först beskrevs av L., och fick sitt nu gällande namn av Carl Ludwig von Willdenow. Torsklav ingår i släktet Peltigera och familjen Peltigeraceae.  Arten är reproducerande i Sverige. Inga underarter finns listade i Catalogue of Life.